# آرثر إيفلين
آرثر إيفلين هو سياسي أمريكي، ولد في 23 مارس 1933 في نيويورك في الولايات المتحدة. نشط حزبياً في الحزب الديمقراطي. وقد انتخب عضو جمعية ولاية نيويورك ‏.